# Achatocarpus oaxacanus
Achatocarpus oaxacanus, jedna od devet biljnih vrsta roda Achatocarpus, porodica Achatocarpaceae. Raste samo na jugu Meksika. Fanerofit (biljke iznad 3 metra visine).